# 富沢直綱
富沢 直綱（とみざわ なおつな）は、戦国時代から安土桃山時代にかけての武将。葛西氏の家臣。陸奥国栗原郡鶴丸館主。

## 略歴
富沢直家の子として生まれる。富沢氏は葛西氏の庶流で、室町時代に栗原郡富沢（宮城県栗原市栗駒）を領し、鶴丸館に拠った。同地は大崎氏の国境近くであったため去就が決まらず両氏の間で帰属と離反を繰り返し、天正7年（1579年）、直綱は葛西氏に背くが深堀城主・深堀武虎の攻撃を受けて降伏した。
また、子の直景は葛西晴信に従って佐沼城の戦いで活躍するが、天正18年（1590年）の葛西大崎一揆で戦死したという。その後、富沢氏は花巻に移住し、江戸時代に南部藩士となった。